# Васильевский Мох
Васи́льевский Мох — посёлок городского типа в Калининском районе Тверской области России.
Образует городское поселение посёлок Васильевский Мох как единственный населённый пункт в его составе, которое граничит с Михайловским сельским поселением.
Расположен 18 км к северу от города Тверь. Конечная железнодорожная станция ветки ветки Дорошиха — Васильевский Мох .

## Население
| 1939  | 1959  | 1970  | 1979  | 1989  | 2002  | 2009  |
| ----- | ----- | ----- | ----- | ----- | ----- | ----- |
| 3263  | ↗4971 | ↘4535 | ↘4014 | ↘3511 | ↘2578 | ↘2370 |
| 2010  | 2012  | 2013  | 2014  | 2015  | 2016  | 2017  |
| ↘2122 | ↗2126 | ↗2183 | ↗2208 | ↗2210 | ↗2248 | ↗2251 |
| 2018  | 2019  | 2020  | 2021  |       |       |       |
| ↘2223 | ↘2211 | ↘2150 | ↗2309 |       |       |       |

## История
Возник в середине 1920-х годов в связи с организацией торфоразработок.
1 июля 1934 года ВЦИК постановила образовать рабочий посёлок на территории торфоразработок «Васильевский Мох», Калининского района, включить в его состав центральный населённый пункт при торфопредприятии, а также подчинить поселковому совету вновь образованного рабочего посёлка населённые пункты № 1, 2, 3, 4 и 5, расположенные на том же торфоболоте.
1 сентября 1931 года была открыта первая школа для детей из поселка и близлежащих деревень, а в 1951 году было построено новое здание школы, где сейчас располагается ООО «Шнурком». В 1963 году начало функционировать новое большое здание школы, 26 августа 2006 года школа была лицензирована как МОУ «Васильевская СОШ».
В 1941 в посёлке формировался партизанский отряд под командованием Н. Я. Зуева.

## Экономика
В посёлке находилось Торфопредприятие «Васильевский Мох». На торфомассивах в 15-20 километрах восточнее посёлка велась добыча торфа. На данный момент в отношении ОАО «Васильевский Мох» ведётся процедура банкротства — конкурсное производство, открытая Арбитражным судом Тверской области от 02.12.2014 г. по делу № А66-6651/2013.
Также небольшие деревообрабатывающие предприятия. В окрестностях посёлка находится исправительно-трудовая колония.
Ранее одним из главных предприятий посёлка было Васильевское предприятие промышленного железнодорожного транспорта, в ведении которого находилась узкоколейная железная дорога значительной протяжённости. По данным на 2008 год, Васильевское предприятие промышленного железнодорожного транспорта ликвидировано, небольшой сохранившийся участок узкоколейной железной дороги принадлежит торфопредприятию «Васильевский Мох».

## Достопримечательности
Памятник героям, павшим в Великой Отечественной войне.